# 극장판 스위트 프리큐어♪ 되찾아라! 마음이 이어주는 기적의 멜로디♪
《극장판 스위트 프리큐어♪ 되찾아라! 마음이 이어주는 기적의 멜로디♪》(일본어: 映画 スイートプリキュア♪ とりもどせ! 心がつなぐ奇跡のメロディ♪)는 스위트 프리큐어♪의 극장판 애니메이션. 2011년 10월 29일 공개. 큐어 비트와 큐어 뮤즈가 영화 첫 등장. 

## 참고 자료
- “映画 スイートプリキュア♪ とりもどせ! 心がつなぐ奇跡のメロディ♪”. 2021년 9월 5일에 확인함.